# Carphodactylus laevis
Genre
Espèce
Carphodactylus laevis, unique représentant du genre Carphodactylus, est une espèce de gecko de la famille des Carphodactylidae.

## Répartition
Cette espèce est endémique du Queensland en Australie. 

## Habitat
Cette espèce vit dans la forêt tropicale.

## Description
Ce gecko est assez svelte. Il est de couleur brun, avec des points brun clair et noirs sur le dos, et la tête plus foncée, avec une ligne noire entre les narines et les yeux.

## Publication originale
- Günther, 1897 : Descriptions of new species of lizards and of a tree-frog from north-eastern Queensland. Novitates Zoologicae, Zoological Museum, vol. 4, p. 403-406 (texte intégral).